# Náměstí Svatopluka Čecha

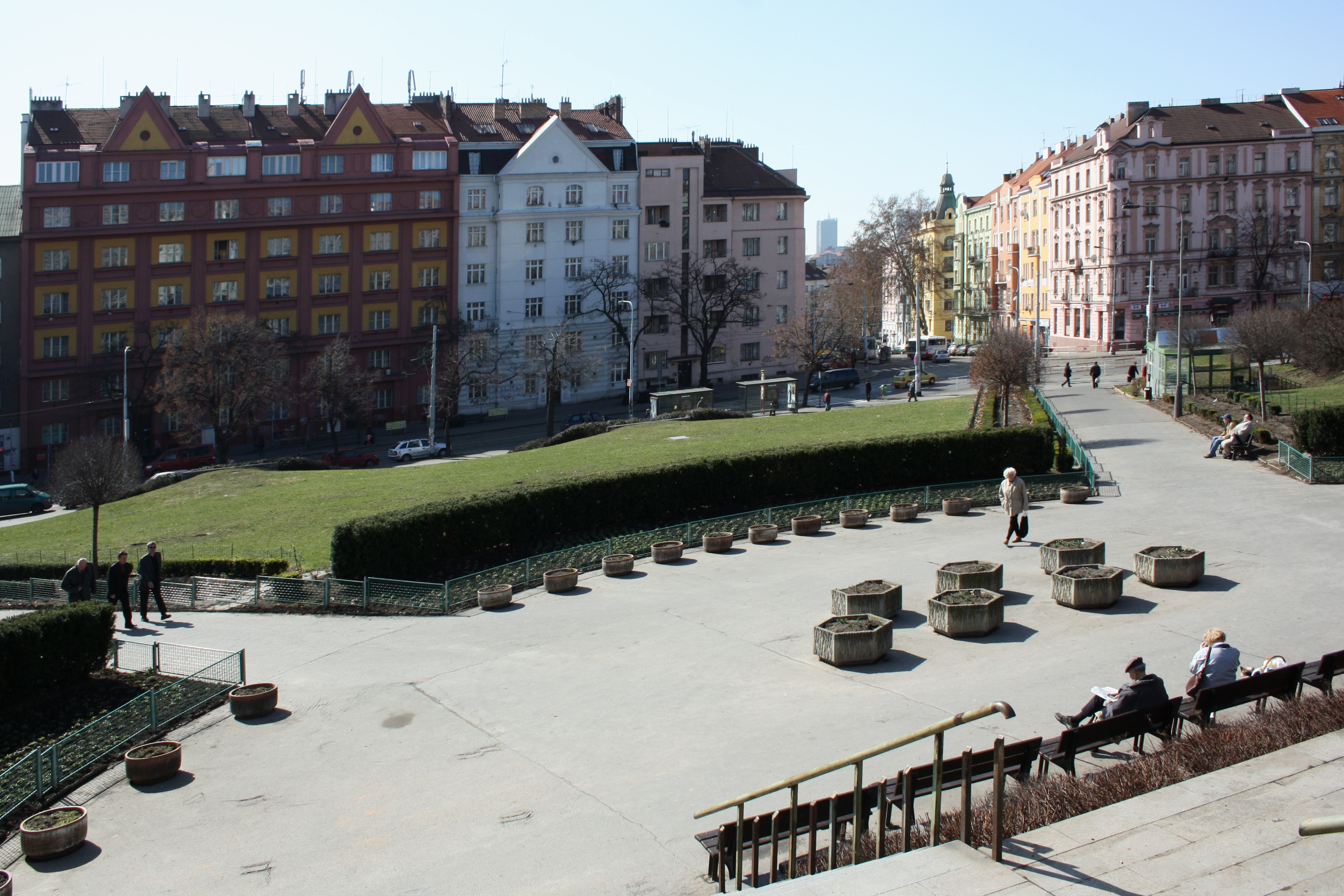
Náměstí Svatopluka Čecha z věže kostela

Náměstí Svatopluka Čecha, nebo též Čechovo náměstí, je náměstí v Praze, v obvodu a městské části Praha 10, ve čtvrti Vršovice. Bylo založeno na místě zrušeného hřbitova městysu Vršovice okolo funkcionalistického kostela svatého Václava.

## Popis
Náměstí je téměř čtvercového půdorysu, jeho rozloha je přibližně 160 x 170 m. Po obvodu náměstí se nachází obytné domy, zástavba ze 60. let. Dominantou celého prostoru náměstí je kostel svatého Václava stojící uprostřed náměstí, okolo nějž je malý parčík s dětským hřištěm.
- Severní část náměstí tvoří blok obytných domů ze 60. let 20. století, podobně jako východní strana náměstí (ulice Tolstého), která je přibližně ve 2/3 rozdělena ulicí Arménskou.
- Dolní, jižní část náměstí tvoří Moskevská, a částečně též Kavkazská ulice.
- Západní stranu náměstí tvoří ulice Slovinská, v polovině rozdělená Holandskou ulicí.

## Doprava
Celé náměstí je průjezdné po obvodu, ze tří stran jednosměrným provozem (ve směru hodinových ručiček), pouze jižní část, tzn. Moskevská ulice je průjezdná oběma směry, včetně linek tramvají a autobusů MHD.
V dolní části náměstí mají zastávky:
- tramvajové linky 22, 13, 4 a noční 97, 99
- autobusové linky 124 a 139

## Budovy
- kostel svatého Václava
- na náměstí se také nachází Waldesovo muzeum